# Bethlen Gergely (katona)
Bethlen Gergely  gróf (Abafája, 1810, – Kolozsvár, 1867. december 23.) honvédezredes, az szárd–piemonti, majd az olasz királyi hadsereg tábornoka.

## Életpályája
1830-ban a marosvásárhelyi királyi tábla írnokaként lépett állami szolgálatba, majd az erdélyi udvari kancelláriánál lett tisztviselő. Az 1848–49-es szabadságharc előtt nem volt katona, de  1848 augusztusában Kolozsváron részt vett a Berzenczey László parancsnoksága alatt szerveződő „Kossuth” önkéntes lovascsapat egy egységének felállításában. Októbertől a lovascsapat egy századának élén harcolt a román felkelők ellen. Novemberben őrnaggyá léptették elő és az önkéntes lovascsapatból szervezett 15. (Mátyás király) huszárezred 1. osztályának parancsnokává nevezték ki. Kolozsvár feladásától Nagyszeben bevételéig végigharcolta az erdélyi hadjáratot. 1849. január 27-én Bem alezredessé és ezredének parancsnokává, illetve dandárparancsnokká léptette elő. A február 9-ei piski ütközet után Bemmel együtt részt vett Karl Urban ezredes Borgói-hágón át betört csapatainak kiverésében. Jelentős szerepe volt a császári hadsereg erdélyi központjának bevételét eredményező március 11-ei nagyszebeni ütközetben, ezért március 21-én Bem ezredessé léptette elő és megkapta a Magyar Katonai Érdemrend III. osztályát. Májustól az erdélyi hadsereg lovasságának főparancsnoka lett és május végén a Magyar Katonai Érdemrend II. osztályával tüntették ki.
1849 júniusától Magyarországon tartózkodott, hogy lovassága számára felszerelést és lovakat szerezzen be. Augusztus elején csatlakozott Görgei Artúr seregéhez. 1849. augusztus 11-én ő járt Görgey követeként Rüdiger cári tábornoknál.  A világosi fegyverletétel után Aradon hadbíróság, majd sorozóbizottság elé állították. 1849 novemberében szabadon engedték, de utóbb politikai okokból ismét le akarták tartóztatni. Ekkor Szerbián keresztül Franciaországba menekült és kapcsolatba lépett a magyar emigrációval. 1859-ben a Kossuth Lajos vezetésével megalakult Magyar Nemzeti Igazgatóság ezredesi rangban az itáliai magyar légió lovasdandárának parancsnokává nevezte ki. 1860-tól tábornok a szárd (piemonti) királyi hadseregben. 1862-ben nyugdíjazták. 1866-ban a poroszországi magyar légióban (Klapka-légióban) szolgált. A lovasság parancsnokaként részt vett a légió 1866. augusztus 3-ai akciójában, melynek során a Jablunka-hágón keresztül rövid időre benyomultak magyar területre.
1867-ben amnesztiát kapott, és hazatért. Ezután haláláig visszavonultan élt. Párbajban halt meg, és a kolozsvári Házsongárdi temetőben nyugszik.